# Jakob Friis-Hansen
Pour les articles homonymes, voir Friis.
 (décembre 2010).
Si vous disposez d'ouvrages ou d'articles de référence ou si vous connaissez des sites web de qualité traitant du thème abordé ici, merci de compléter l'article en donnant les références utiles à sa vérifiabilité et en les liant à la section « Notes et références ».
Jakob Friis-Hansen né le 6 mars 1967 à Copenhague au Danemark est un footballeur international danois évoluant au poste de défenseur.

## Carrière
Il débute chez les pros au FC Copenhague dès l'âge de 16 ans. De 1983 à 1986, il est aligné à 43 reprises en championnat. En 1987, il est prêté par le club à Lyngby BK, où il dispute sur l'année 25 matchs (4 buts). Il revient ensuite au B 1903 Copenhague deux années, où il joue 37 matchs (3 buts).
En 1989, Friis-Hansen signe un premier contrat au LOSC pour une durée de cinq ans. Il est le premier danois de sa génération à s'engager avec le club lillois (au début des années 90, outre Jacob, l'équipe du LOSC comptait dans ses rangs quelques autres danois : Per Frandsen, Mikael Mio Nielsen et Henrik Nielsen notamment).
Alternant les postes de milieu défensif et de défenseur central, il parvient notamment grâce à cette polyvalence à disputer chaque année la quasi-totalité des matchs durant ses 6 saisons et demi au club, avec notamment une moyenne de 35 matchs de championnat joués par saison. Il récolte 21 cartons jaunes et 2 rouges. Il fut dirigé par Jacques Santini, Bruno Metsu, Henryk Kasperczak, Jean Fernandez et Jean-Michel Cavalli. Au total, le Danois totalise avec le LOSC de juillet 1989 à novembre 1995 220 matchs de D1 (5 buts) et 9 en coupe de France.
Devenu international grâce à ses progrès constants avec Lille, il remporte la coupe des Confédérations avec le Danemark en 1995.
Il quitte le Nord en novembre 1995 pour la Gironde en s'engageant avec Bordeaux. En 1995-1996, avec les Girondins, il joue 18 matchs de D1 (2 buts), un en coupe de France et 6 en coupe UEFA, terminant sa saison par une finale de Coupe de l'UEFA perdue face au Bayern Munich avec les Zidane, Dugarry et Lizarazu. Il manque cependant l'Euro 1996.
En 1996, il part en Allemagne et s'engage à Hambourg SV. En 1996-1997, il joue 16 matchs de Bundesliga (1 but) et 2 en coupe UEFA. Resté au club la saison suivante, il effectue une saison blanche et raccroche finalement les crampons en 1998 à l'âge de 31 ans.
Après avoir été entraîneur au Danemark, l'ex-lillois a fait partie de la cellule de recrutement du Liverpool FC et du staff technique de la Fiorentina.

## Clubs
- 1982-déc. 1986 : B 93 Copenhague  Danemark
- janv. 1987-1987 : Lyngby  Danemark
- 1988-1989 : B 93 Copenhague  Danemark
- 1989-nov.1995 : Lille OSC  France
- nov. 1995-1996 : Girondins de Bordeaux  France
- 1996-déc. 1998 : Hambourg SV  Allemagne

## Palmarès

### En club
- Vainqueur de la Coupe du Danemark en 1986 avec B 1903 Copenhague
- Champion du Danemark de Division 2 en 1984 avec B 1903 Copenhague
- Finaliste de la Coupe de l'UEFA en 1996 avec les Girondins de Bordeaux

### EnÉquipe du Danemark
- 19 sélections entre 1990 et 1996
- Vainqueur de la Coupe des Confédérations en 1995